# Sigrid Martikke
Sigrid Martikke (* 8. Oktober 1936 in Magdeburg) ist eine deutsch-österreichische Opern- und Operettensängerin (Sopran).

## Leben
Sigrid Martikke absolvierte zunächst eine Ausbildung als Zahnarzthelferin, bevor sie in Berlin und später in Wien ihre Stimme ausbilden ließ. Ihr erstes Engagement erhielt sie am Theater der Lutherstadt Wittenberg. Später sang sie als Elevin bei Walter Felsenstein an der Komischen Oper Berlin. Es folgten Engagements am Theater Biel Solothurn und am Opernhaus Graz. In Graz debütierte sie 1971 als Gräfin in Die Hochzeit des Figaro.
Sigrid Martikke gastierte 1969 als Gräfin Mariza in der gleichnamigen Operette von Emmerich Kálmán erstmals an der Wiener Volksoper und war von 1973 bis 1996 festes Ensemblemitglied im Haus am Währinger Gürtel. 1982 wurde ihr der Titel Kammersängerin verliehen. 1985 gastierte Sigrid Martikke mit dem Ensemble der Wiener Volksoper in Japan. Sie sang bei dieser Tournee die Gräfin Zedlau in Wiener Blut und die Hanna Glawari in Die lustige Witwe. An der Wiener Volksoper war sie in zahlreichen Rollen zu erleben, so unter anderem als Pamina und 1.Dame in Die Zauberflöte, als Baronin Gondremarck in Pariser Leben, als Giulietta in Hoffmanns Erzählungen, als Rosalinde in Die Fledermaus und als Sylva Varsecu in Die Csárdásfürstin. 
Über lange Jahre sang Sigrid Martikke in den Aufführungsserien am Theater an der Wien die Hanna Glawari in der dort uraufgeführten Die lustige Witwe mit Partnern wie Johannes Heesters, Harald Serafin oder Curt Malm. Sie gastierte unter anderem an der Bayerischen Staatsoper als Gräfin in Die Hochzeit des Figaro, als Musetta in La Bohème an der Seite von Luciano Pavarotti an der Hamburgischen Staatsoper oder bei den Seefestspielen Mörbisch in Viktoria und ihr Husar.
Ab 1990 übernahm Martikke das Charakterfach in Oper, Operette und Musical. In diesem Fach reüssierte sie besonders als Jacqueline in La cage aux folles, war jedoch auch in Werken wie Das schlaue Füchslein oder anderen Werken zu hören. 1996 wurde sie zum Ehrenmitglied der Wiener Volksoper ernannt.
Deutlich mehr als nur dem Charakterfach zuzuordnen waren ab 1999 Rollen wie die Königin Clementine in Jacques Offenbachs Blaubart oder die Ruth in Arthur Sullivans Die Piraten von Penzance, da beide Rollen eigene Couplets und Arien beinhalten und eine anspruchsvolle Gesangslinie benötigen. Eine besonders eindrucksvolle schauspielerische Leistung brachte sie an der Seite des Schauspielers Ernst Stankovski als Kammersängerin in Franz Winters Operettencollage Wenn wir morgen noch dran denken... an der Wiener Volksoper auf die Bühne. 
In den letzten Jahren war Martikke an der Wiener Volksoper unter anderem als Adelaide in Der Vogelhändler, Anhilte in Die Csárdásfürstin, Fürstin Bozena in Gräfin Mariza, als Schwester Sophie in The Sound of Music, als Peronella in Boccaccio, als Palmyra in Der Opernball  und Mrs. Pearce in My fair lady zu erleben.
2003 gastierte sie bei den Bregenzer Festspielen als Wirtin in Leoš Janáčeks Das schlaue Füchslein. 
2006 feierte die Künstlerin im Anschluss an eine Boccacio-Vorstellung ihr 50-jähriges Bühnenjubiläum. Sigrid Martikke ist bis heute künstlerisch aktiv. In der Spielzeit 2008/2009 stand Sigrid Martikke unter anderem wieder als Golde in Anatevka auf der Bühne der Wiener Volksoper.
Gastspiele führten sie an zahlreiche europäische Opernhäuser. In der Rolle der Hanna Glawari gastierte sie in Großbritannien, Frankreich, in der Schweiz, in Italien, Holland, Belgien und in Israel.
Aufnahmen mit ihr beinhalten unter anderem Viktoria und ihr Husar, Wiener Blut oder Eine Nacht in Venedig.

## Repertoire
Sigrid Martikke trat in vielen großen Opern- und Operettenpartien ihres Fachs auf: als Gräfin in Die Hochzeit des Figaro, Pamina in Die Zauberflöte, Giulietta  in Hoffmanns Erzählungen und als Marie in Die verkaufte Braut. Im Operettenfach verkörperte sie alle wichtigen Diven-Partien wie die Rosalinde in Die Fledermaus, die Saffi in Der Zigeunerbaron, Angèle Didier in Der Graf von Luxemburg, Sylva in Die Csárdásfürstin und die Titelrolle in Madame Pompadour. Außerdem trat sie in den Musicals My Fair Lady, La Cage aux Folles und Der Mann von La Mancha auf.

## Auszeichnungen
- 1982: Österreichische Kammersängerin
- 1996: Ehrenmitglied der Wiener Volksoper
- 2007: Österreichisches Ehrenkreuz für Wissenschaft und Kunst I. Klasse